# Cesare Moretti
Cesare Moretti (ur. 20 kwietnia 1885 w Pegognaga, zm. w XX wieku w USA) – włoski kolarz torowy, srebrny medalista mistrzostw świata.

## Kariera
Największy sukces w karierze Cesare Moretti osiągnął w 1926 roku, kiedy zdobył srebrny medal w sprincie indywidualnym amatorów podczas mistrzostw świata w Mediolanie. W zawodach tych wyprzedził go jedynie Piet Moeskops z Holandii, a trzecie miejsce zajął Francuz Lucien Michard. Był to jedyny medal wywalczony przez Morettiego na międzynarodowej imprezie tej rangi. Wielokrotnie zdobywał medale torowych mistrzostw kraju, w tym siedem złotych w sprincie. Nigdy nie wystąpił na igrzyskach olimpijskich.
W październiku 1924 wystąpił w wyścigu torowym na torze kolarskim „Helenów” w Łodzi.
Jego syn Cesare Moretti Junior również był kolarzem.